# XXXTentacion

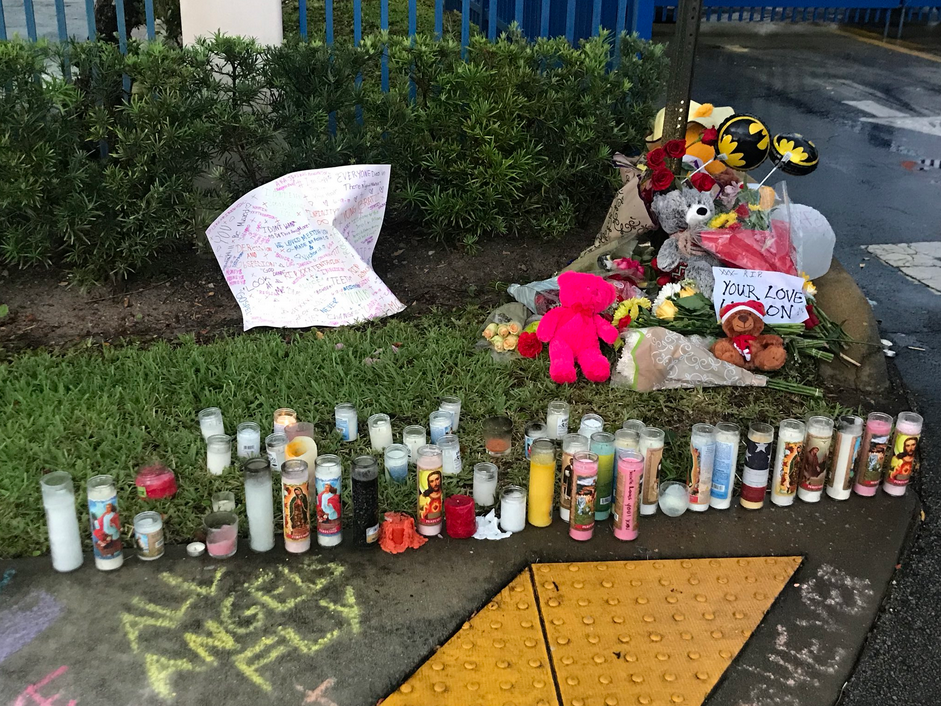
Minnesplats för XXXTentacion.

Jahseh Dwayne Ricardo Onfroy, mer känd under sitt artistnamn XXXTentacion (/ˌɛksˌɛksˌɛksˌtɛntəˈsjɒn/), född 23 januari 1998 i Plantation, Florida, död 18 juni 2018 i Deerfield Beach, Florida, var en amerikansk rappare, sångare och låtskrivare.

## Biografi

### Karriär
XXXTentacion debuterade med låten "Look at Me" (skrivs "Look at Me!") som släpptes den 30 december 2015 på medproducenten Rojas' SoundCloud-konto. Den gjordes sedan tillgänglig för nedladdning den 29 januari 2016, och blev en sleeper hit fram till januari 2017, då den återutgavs och något senare, i februari 2017, återutgavs i en omarbetad version av Empire Distribution. Han släppte senare albumen 17 (2017) och ? (2018). Tidigare släppte han också låtarna "Revenge" och "What in XXXTarnation" (feat. Ski Mask The Slump God). 
Vid tiden för inspelningen av "?" som kom att bli hans sista satt han i husarrest anklagad för olaga frihetsberövande, misshandel samt försök att strypa sin ex-flickvän Geneva Ayala.

### Död
Den 18 juni 2018 sköts XXXTentacion till döds i Deerfield Beach i södra Florida. Han hade åkt till en bank för att ta ut pengar för att köpa en motorcykel, och tog sig sedan till RIVA Motorsports, en exklusiv säljare av motorcyklar och båtar. Hans rörelser följdes av fyra personer, där två av dem tog sig in i motorcykelaffären och närmade sig XXXTentacion.
XXXTentacion lämnade då affären, men blev blockerad av två andra personer när han skulle köra iväg. Dessa tvingade honom på pengar och sköt honom sedan flera gånger i nacken. XXXTentacion dog senare på sjukhus. 

### Skins - postumt album
Den 7 december 2018 släpptes postumt albumet Skins(en). Albumet har huvudsakligen fått negativ kritik. På Metacritic fick albumet en rating på 44 av 100 baserat på 9 recensioner vilket karakteriseras som "Mixed or average reviews" (blandade eller medelmåttiga omdömen). Sheldon Pearce på Pitchfork skriver "Underneath it all, the posthumous album from the Florida rapper is woefully aimless and structurally unsound" (... albumet är bedrövligt planlöst och saknar struktur ...), och avslutar med att "X's musical legacy will forever be interlinked to violence. Skins is merely a shallow attempt to overwrite that legacy gone awry" (X's musik kommer alltid att förknippas med våld. Skins är bara ett försök att skyla över detta eftermäle).

## Diskografi

### Studioalbum
- 2017 – 17
- 2018 – ?
- 2018 – Skins
- 2019 – Members Only, Vol. 4
- 2019 – Bad Vibes Forever

### EP-skivor
- 2017 – A Ghetto Christmas Carol

### Blandband
- 2017 – Revenge